# Kurt Ehrenreich Floericke

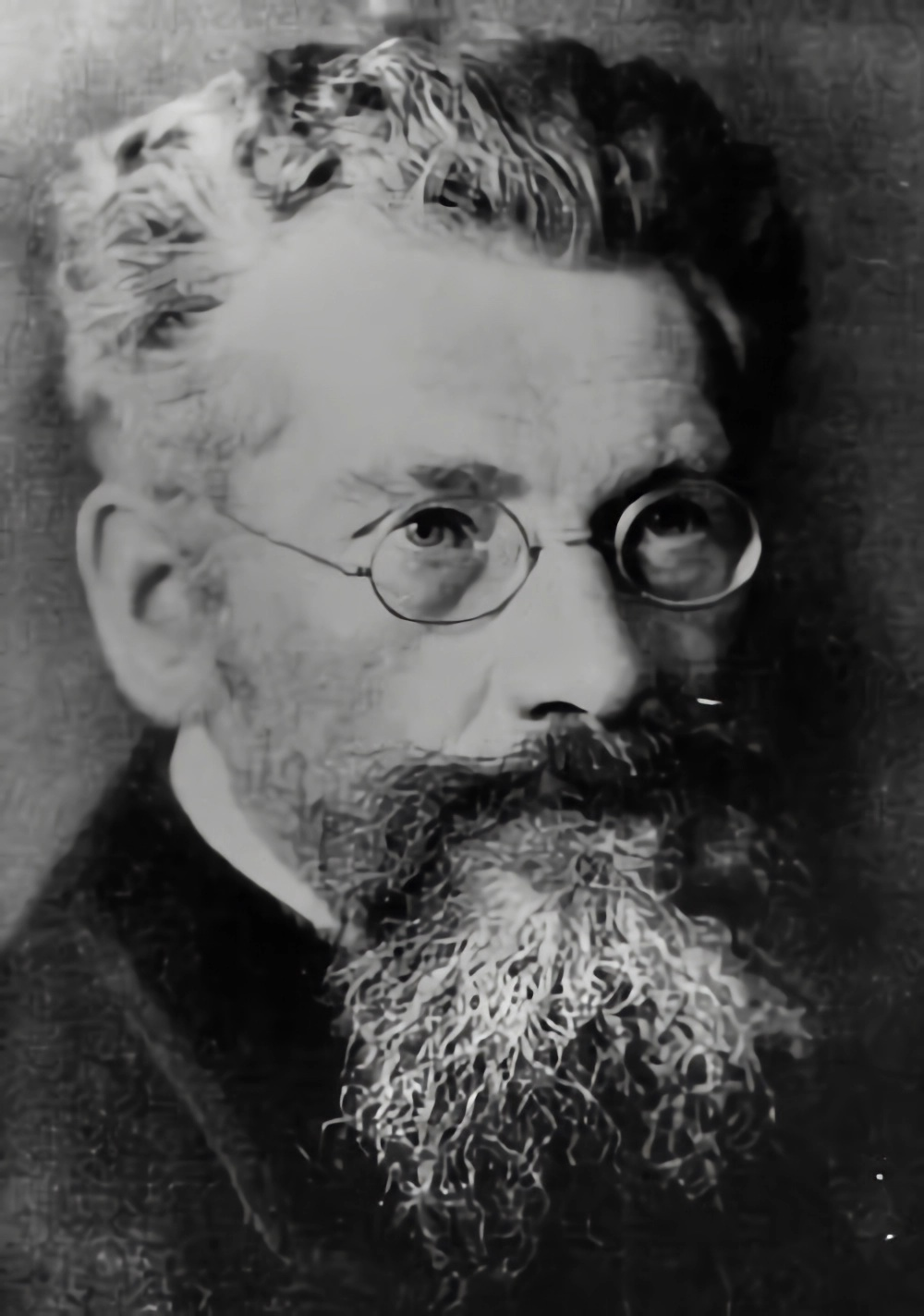
Kurt Ehrenreich Floericke vers 1914.

Kurt Ehrenreich Floericke (également orthographié Curt et/ou Flöricke ; né le 23 mars 1869, à Zeitz, mort le 29 octobre 1934, à Stuttgart) est un naturaliste allemand, auteur de nombreux livres de vulgarisation scientifique. Il édite également le magazine Kosmos à Stuttgart à partir de 1907 et est l'un des premiers défenseurs de la protection des oiseaux, ayant travailler à créer une réserve ornithologique sur les rives du lac de Constance.

## Biographie

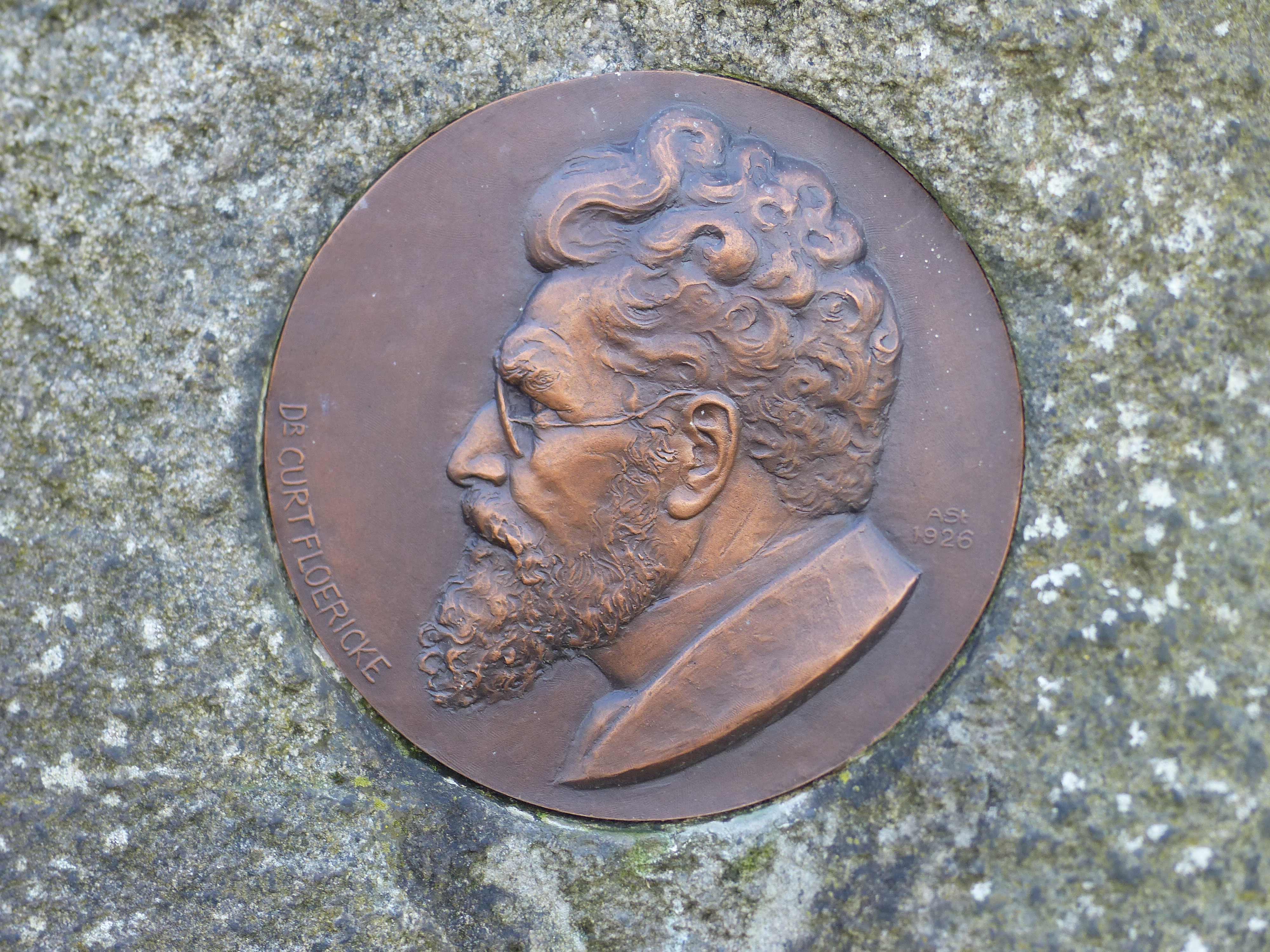
Profil sur sa tombe à Pragfriedhof, Stuttgart.

Floericke est né à Zeitz, de Kurt Paul de Brandebourg et de Selma Berta (née Hüller de Thuringe). Il s'intéresse très tôt à la nature, le conduisant à étudier les sciences naturelles à Breslau et Marburg à partir de 1889, obtenant un doctorat en 1893 à Marbourg avec une thèse sur l'avifaune de Silésie et travaillant comme assistant de Richard Greeff (de). Il vit à Rossiten de 1894 au printemps 1897, où il fonde une association d'amateurs d'oiseaux, Verein vergnügter Vogelfreunde. Floericke espérait créer une station de recherche, mais ne parvint pas à réunir des fonds. En 1897, Johannes Thienemann parvint cependant à réunir la somme requise et reprend le projet de Floericke. Floericke se sépare également de sa femme, qui épouse Thienemann. Déçu, Floericke commence à voyager à travers la Bosnie, l'Herzégovine, la Bulgarie, Chypre, l'Asie Mineure et la Palestine. Il reste un critique sévère de Thienemann. Il étend ensuite ses études à l’Europe de l’Est et du Sud-Est, à l’Afrique du Nord, au Moyen-Orient et à l’Amérique du Sud. En 1902, il s'installe à Vienne, où il gagne sa vie en tant qu'auteur. Il y épouse Mélanie Reiß (1881-1971). Sa situation financière est assurée lorsqu'il devient rédacteur et propriétaire du Kosmos Die Zeitschrift für alle Freunde der Natur (« Kosmos Magazine pour les amis de la nature » 1904-, Stuttgart). Floericke inspire la création de la station ornithologique d'Allemagne du Sud (de), de l'Institut ornithologique du sud de l'Allemagne et participe à la création d'un observatoire d'oiseaux à Radolfzell sur le lac de Constance. Il défend l’idée selon laquelle la nature s’autorégule et n’a pas besoin d’être gérée par les humains. Durant la Première Guerre mondiale, il écrit sur les puissances guerrières, les campagnes et les batailles.
Floericke est également franc-maçon et appartient à « l'Association maçonnique du Soleil Levant » où il publie la revue « Sonnenstrahlen » de 1908 à 1922. Il meurt à Stuttgart de paludisme contracté lors de ses voyages.

## Bibliographie

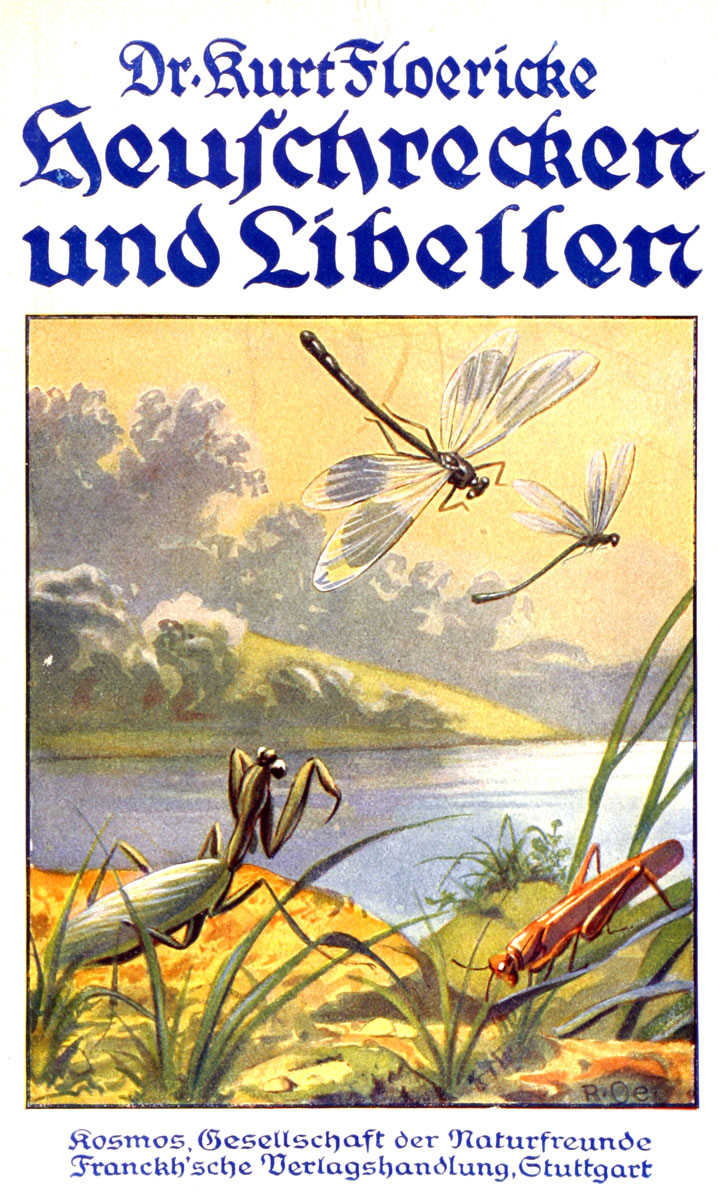
Couverture de Heuschrecken et Libellen (1922).